# USS Saidor (CVE-117)
«Сайдор» (англ. USS Saidor (CVE-117)) — ескортний авіаносець США часів Другої світової війни типу «Комменсмент Бей».

## Історія створення
Авіаносець «Сайдор» був закладений 29 вересня 1944 року на верфі «Todd Pacific Shipyards» у Такомі під назвою «Saltery Bay», але пізніше перейменований на «Сайдор». Спущений на воду 17 березня 1945 року, вступив у стрій 4 вересня 1945 року.

## Історія служби
Після вступу у стрій авіаносець «Сайдор» ніс службу на Тихому океані. У червні 1946 року брав участь в операції «Кросроудс» (англ. Crossroads) з випробувань американської ядерної зброї на атолі Бікіні.
12 вересня 1947 року корабель був виведений у резерв.
12 червня 1955 року «Сайдор» був перекласифікований в ескортний вертольотоносець CVHE-117, 7 травня 1959 року перекласифікований в авіатранспорт AKV-17.
1 грудня 1970 року корабель був виключений зі списків флоту і наступного року проданий на злам.